# Vicugna vicugna vicugna
La vicuña austral o vicuña del sur (Vicugna vicugna vicugna), es una de las dos subespecies en que se divide la especie Vicugna vicugna del género Vicugna. Habita en el altiplano andino situado en el centro-oeste de América del Sur.  

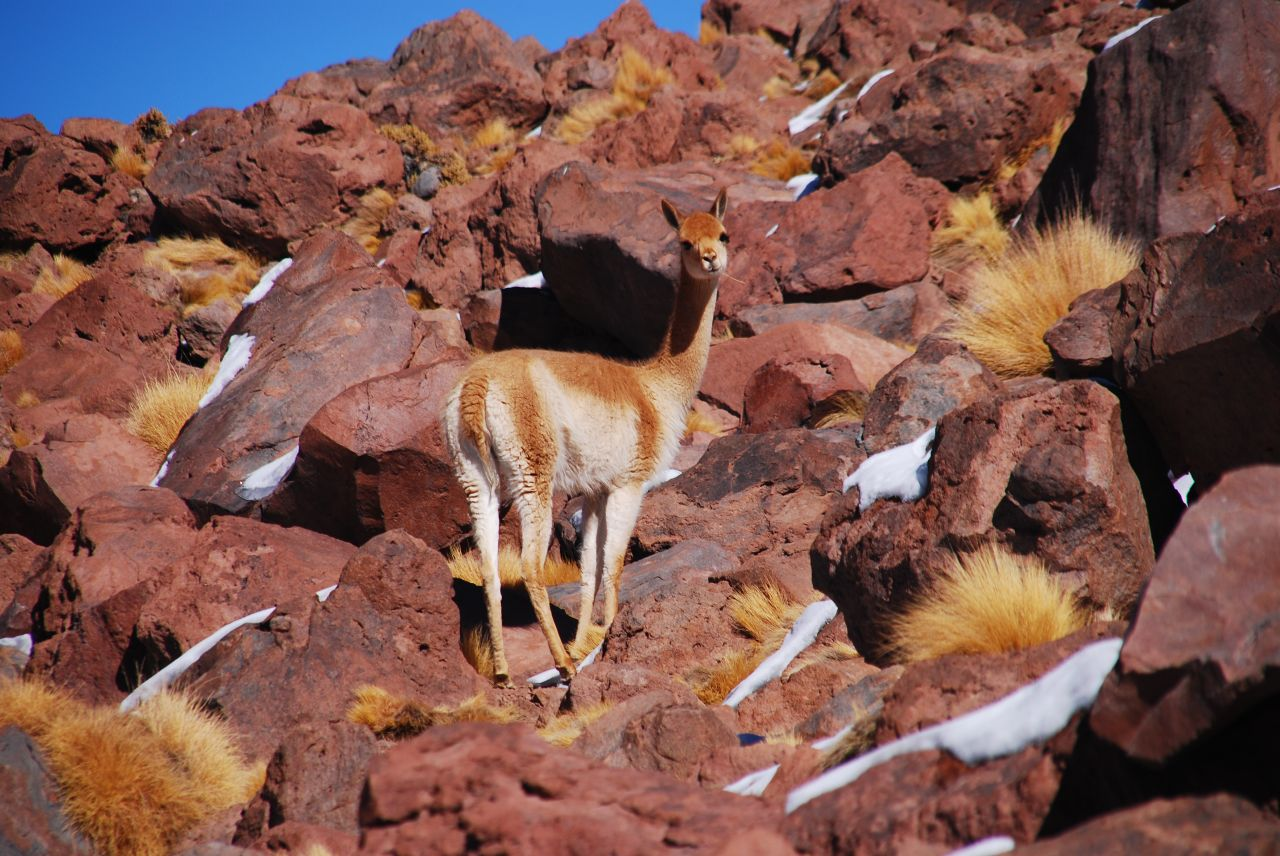
V. v. vicugna a una altitud de 3950, al pie del volcán Caichinque, en la Región de Antofagasta, en Chile.

## Taxonomía y características diferenciales de esta subespecie
La vicuña austral se separa de la subespecie septentrional (Vicugna vicugna mensalis), además de por su distinta distribución geográfica, por diferencias basadas en caracteres morfológicos, entre los que se incluyen: diferencias en el tamaño corporal, forma y coloración del pelaje, y longitud de los molares.
- Tamaño corporal: V. v. vicugna es mayor, con 70 cm de alzada.
- Longitud de los molares: V. v. vicugna tiene una mayor longitud de la serie molar (90 mm).
- Coloración del pelaje: V. v. vicugna posee una fibra color canela más claro.
- Características del pelaje:V. v. vicugna no presenta en el pecho un mechón de pelos largos y blancos, denominado «mechón pectoral».

A pesar de las importantes diferencias morfológicas y distribucionales entre ambas poblaciones, algunos autores no aceptaban que esas diferencias fueran suficientes para permitir una separación subespecífica.
Finalmente, análisis de las secuencias del gen para el citocromo b mostró claramente que las poblaciones de V. vicugna se diferencia en dos clados, los que concuerdan con la existencia de dos subespecies, ya previamente reconocidas. Al analizar el árbol de expansión mínima bajo la secuencia obtenida a partir de los haplotipos de un gen mitocondrial con una destacada tasa de cambio, como es el Dominio Hipervariable I de la Región Control, se observó un resultado similar, con la formación también de dos agrupamientos, los que representan cada una de las dos subespecies.

### La formación de esta subespecie
Esta subespecie evolucionó luego de la formación de un cinturón extremadamente árido en la región andina situada aproximadamente entre las latitudes 18° y 23°S, el cual separó su geonemia en dos zonas. Esta zona hostil es considerada una barrera que divide varias subespecies de mamíferos terrestres.

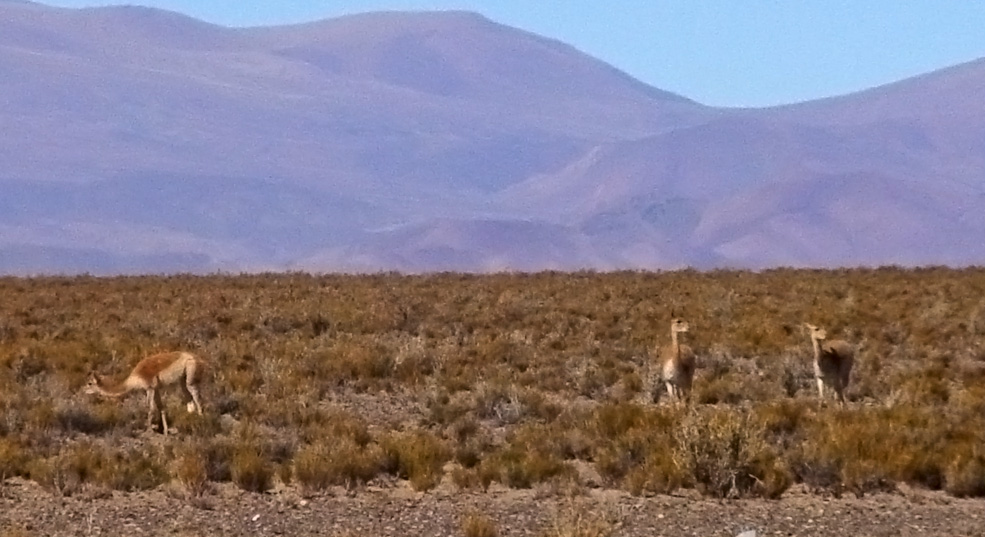
Grupo de V. v. vicugna en las cercanías de las Salinas Grandes, Jujuy, extremo noroeste de la Argentina.

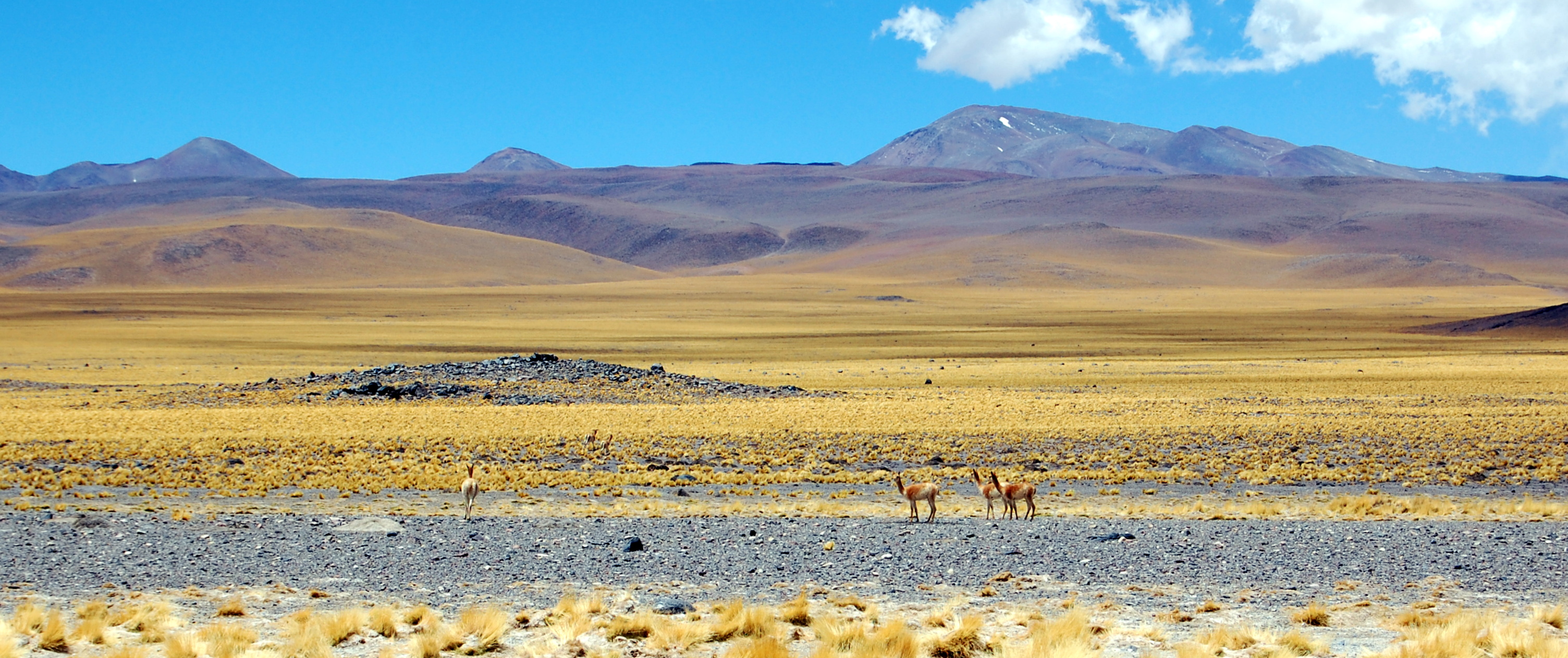
Grupo de V. v. vicugna en su hábitat natural, en la ruta 60 camino al Paso de San Francisco, Provincia de Catamarca, en el noroeste de la Argentina.

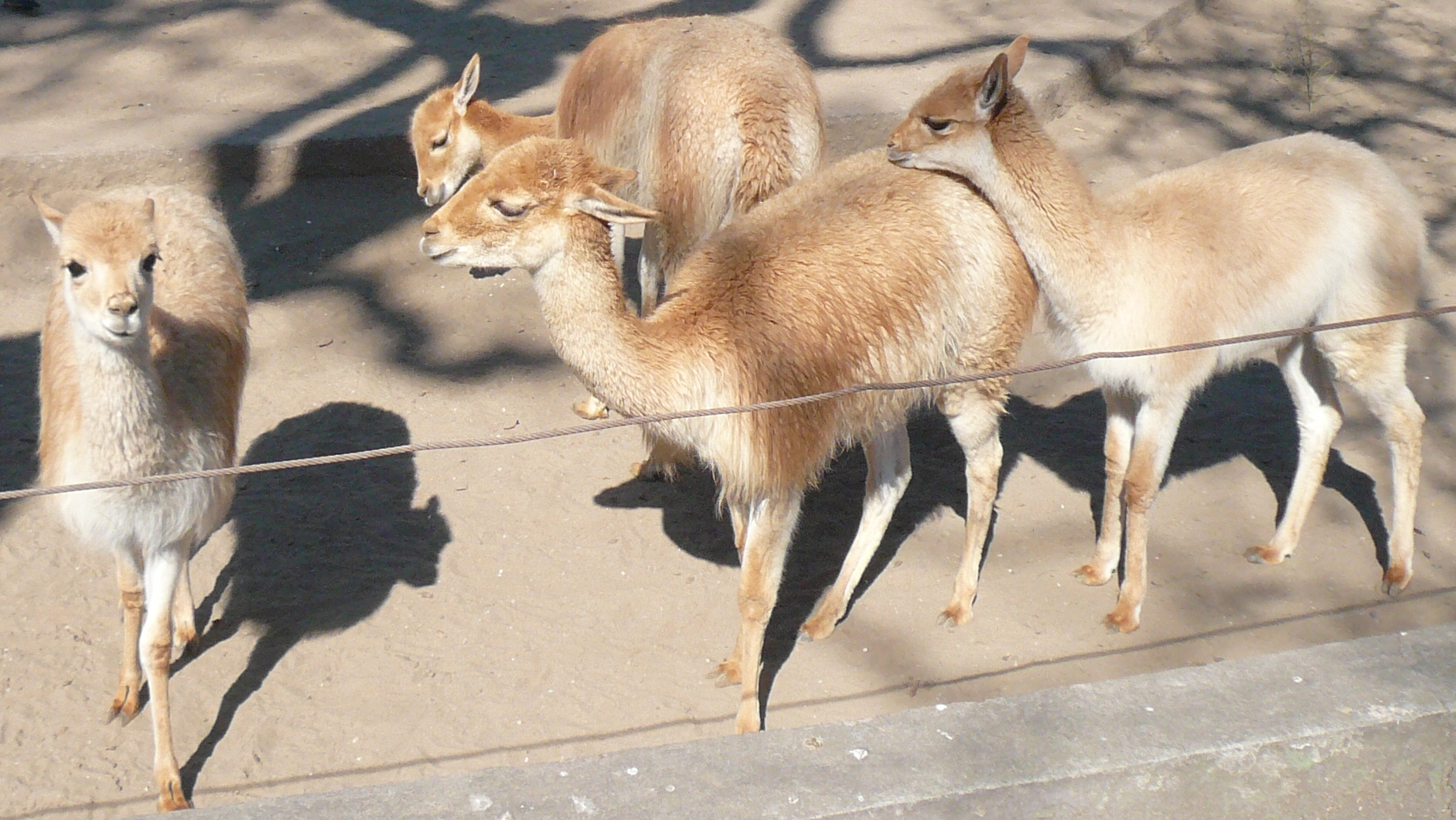
Grupo de V. v. vicugna en cautiverio, en el zoológico de Buenos Aires, en la ciudad de Buenos Aires, en el centro-este de la Argentina.

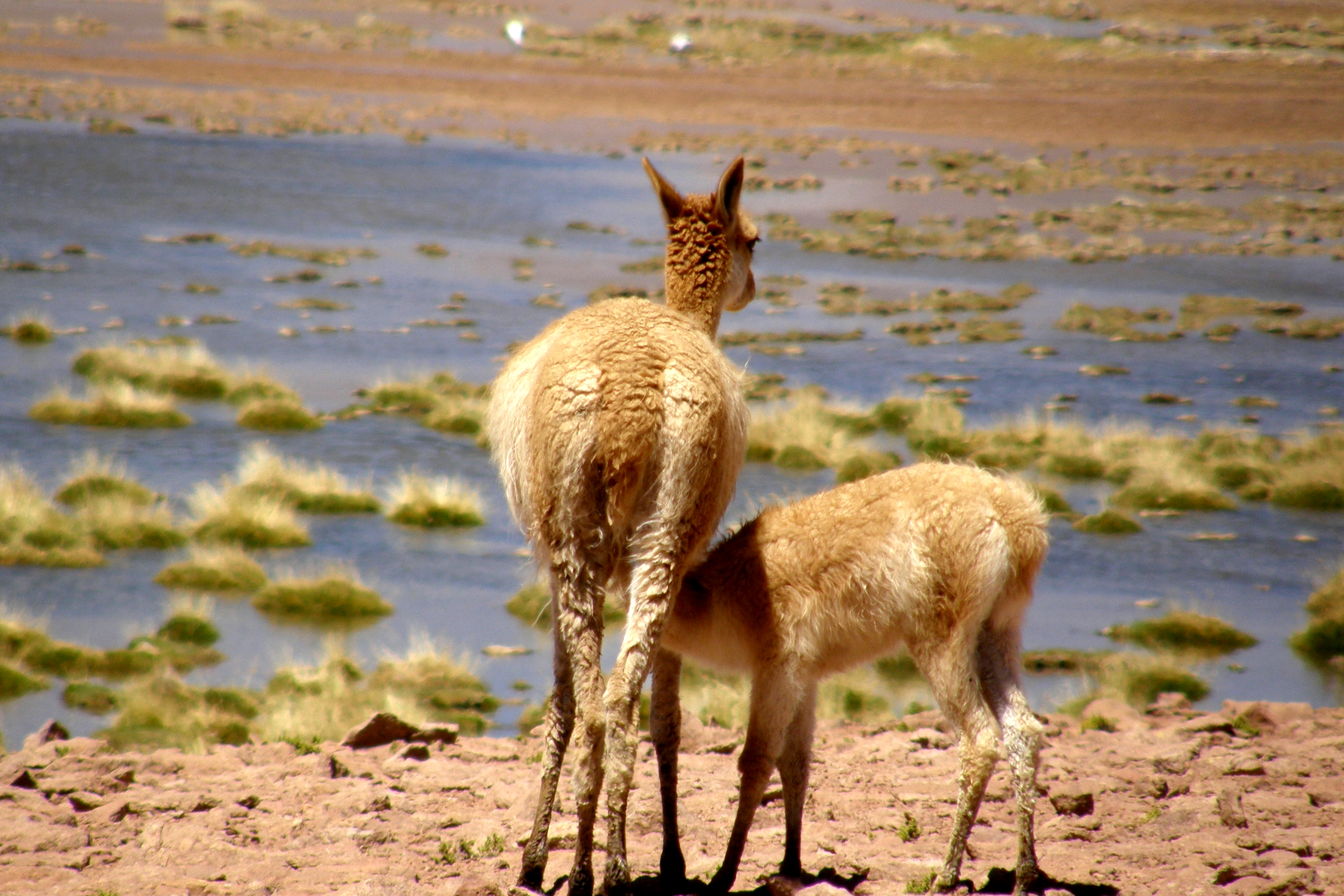
V. v. vicugna: una madre amamantando a su cría, en la vega de Putana, comuna de San Pedro de Atacama, provincia de El Loa, en la Región de Antofagasta, Chile.

### V. v. vicugnano es el ancestro de la alpaca
Según varios estudios genéticos, la alpaca es una forma domesticada que deriva de la vicuña, con aportes genéticos menores de llama. Se observaron la presencia de 6 haplotipos compartidos entre muestras de Vicugna vicugna mensalis y alpacas. No se ha detectado ningún haplotipo compartido entre estas últimas y muestras de Vicugna vicugna vicugna, por lo que se llegó a la conclusión de que la alpaca fue domesticada partiendo sólo de ejemplares de V. v. mensalis.
Igualmente, Wheeler en la década de 1990, basándose en un detallado registro dental y óseo exhumado en uno de los sitios arqueológicos del centro del Perú, había colectado evidencias que coincidían con esa misma hipótesis.

## Características
Su color es beige o «vicuña» (marrón claro rojizo) en el lomo y blanco en la zona ventral y las patas, las que son largas y delgadas, terminadas en almohadillas, aptas para caminar sobre varios tipos de suelos, incluso los pedregosos. la fibra de su lana está entre las más finas del mundo, midiendo 15 micrones de diámetro. El pelaje es denso, formado por fibras delgadas que crecen muy juntas, con el objeto de proteger al animal tanto del frío como de la lluvia y el viento. Si las fibras fueran más gruesas y crecieran más distanciadas, dejarían pasar el aire frío y el agua de la lluvia.

## Distribución
V. v. vicugna se distribuye en la puna, en el oeste de Bolivia, el noreste de Chile,  y el noroeste de la Argentina, entre los 18 y los 29º31’S. Su presencia se restringe a altitudes mayores a a los 3300 m s. n. m. en la zona norte de su geonemia, altura mínima que desciende a 3100 m s. n. m. en las manadas que habitan más al sur.

## Costumbres
Esta subespecie habita las altiplanicies de clima frío y seco. Son herbívoras diurnas, y se alimentan de las plantas de las estepas altoandinas y altiplánicas. Sus mayores enemigos, además de los seres humanos, son las subespecies de puma que habitan las áreas andinas y altiplánicas (Puma concolor puma y Puma concolor cabrerae) y el zorro culpeo altiplánico.